# Бодгісаттва

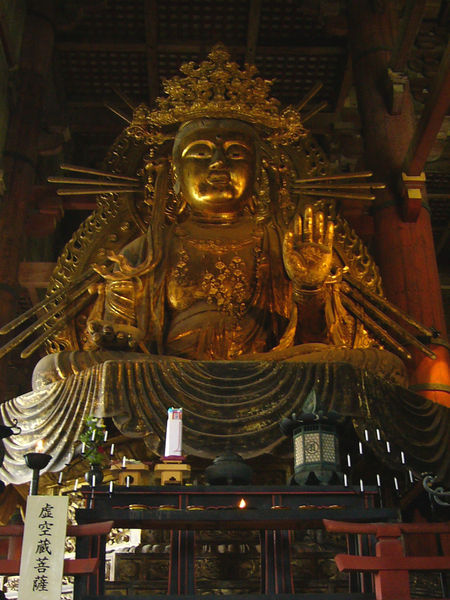
Статуя бодгісаттви Акашаґарбга у храмі Тодайдзі (Нара, Японія).

Бодгіса́ттва («пробуджена істота», інколи Бодхісаттва) — просвітлена істота в буддизмі, що прагне досягнути стану будди заради спасіння всіх живих. Є уособленням милосердя до живих істот. В традиції буддизму махаяни — особа, яка навмисно відмовляється від входження в нірвану, аби врятувати якомога більше живих істот у різних світах. В ряді джерел бодгісаттвами називають Будду минулого — Сіддгартху Ґаутаму, до його сходження на землю й досягнення стану будди, а також Будду майбутнього — Майтрею, що мусить з'явитися наприкінці світу.
Розгорнута концепція відноситься до чуттєвої (живої) істоти або саттви, що розвиває бодхі або просвітлення, таким чином володіючи психікою бодгісаттви; описуються як ті, хто працює над розвитком і прикладом милосердя (metta), співчуття (karuṇā), співчутливої радості (mudita) та спокійності (upekkha). Ці чотири чесноти — це чотири божественні обителі, які називаються Брахмавіхара (непереборні).

## Етимологія
Слово «бодгісаттва» складається з двох слів: бодгі (пробудження) та саттва (жива істота). В Стародавній Індії цим словом позначали аскетів, які шукали або досягли просвітлення. В Китаї бодгісаттвами називали індійських ченців, видатних вчителів буддизму махаяни.

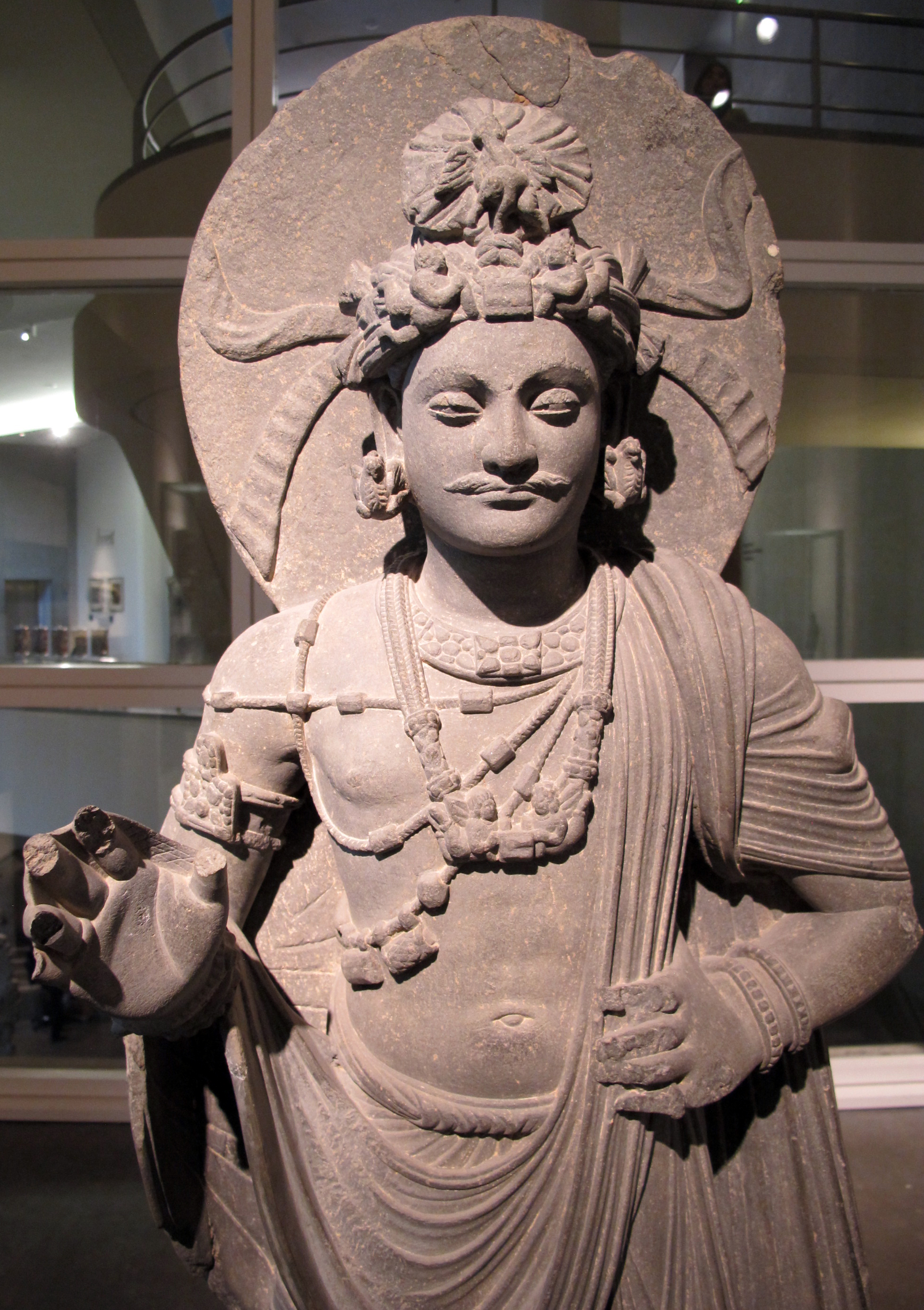
Бодгісаттва

## Ранній буддизм

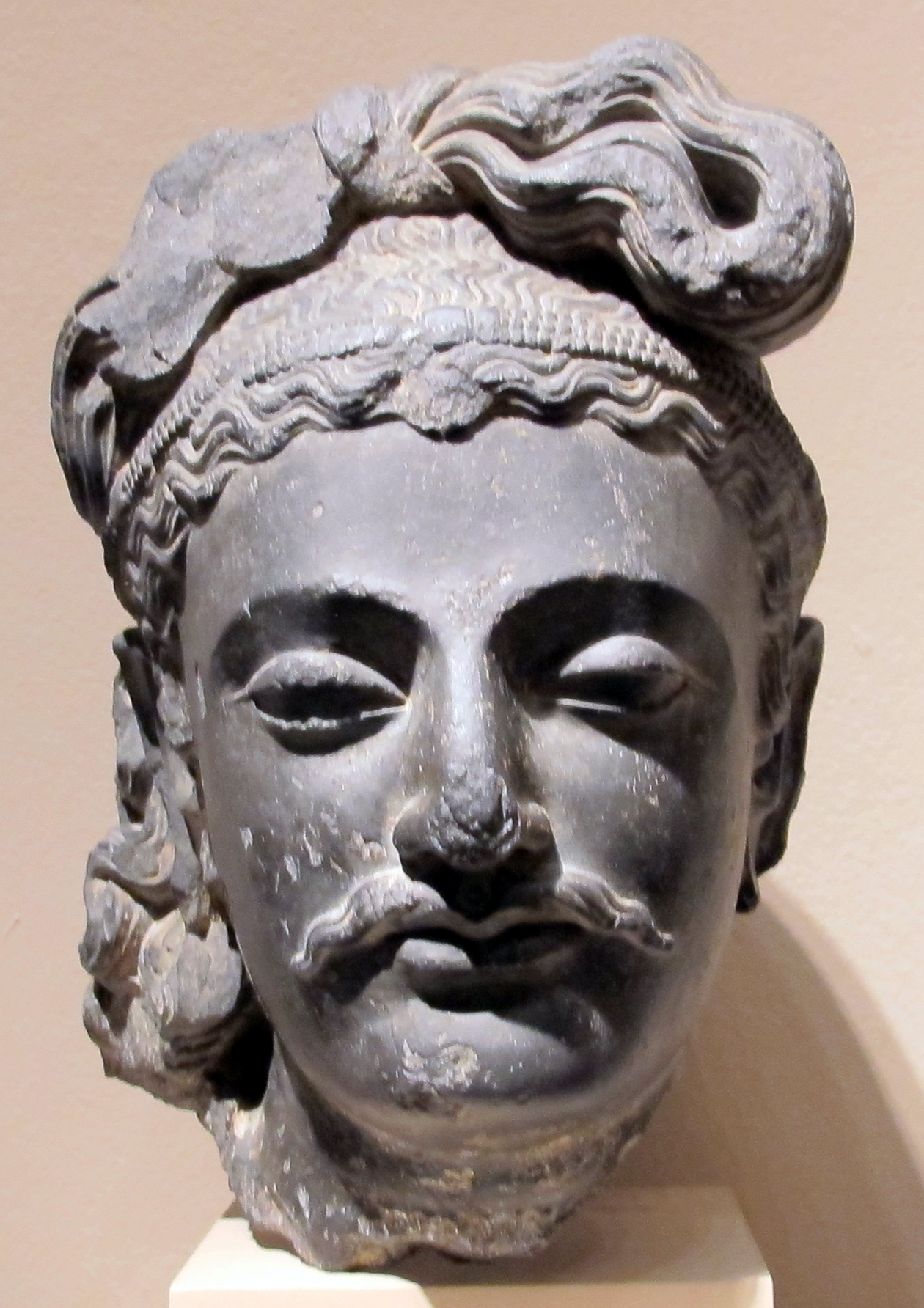
Бодгісаттва

Образ бодгісаттви з'явився вже у ранньому буддизмі. Шлях бодгісаттви пройшли Будди минулого й Шак'ямуні — Будда сучасного періоду. Крім того, вшановується бодгісаттва Майтрейя (палі Меттейя), який у майбутньому народиться серед людей і стане Буддою, і його прихід стане золотим століттям. Навчання тхеравади не розглядає спеціального шляху бодгісаттв як практики, однак використовує подібні практики метти розвитку любові й жалю до всіх живих істот. Метта є важливою практикою для досягнення нірвани — повного звільнення від афектів і припинення перероджень, виходу з сансари, але не в сенсі здобуття повного всезнання.

## Махаяна
Махаяна надає великого значення практиці бодгісаттв. З позиції Махаяни бодгісаттва — це той, хто свідомо відмовляється від нірвани з метою порятунку всіх живих істот. Шлях бодгісаттви починається із прийняття обітниць, цей шлях уважається доступним кожному.
З цього погляду ті теоретичні або практичні школи, які проповідують тільки цілі особистого порятунку (шравакі та пратьєкабудди) називаються «хінаяною», або «малою колісницею». Сама ж «махаяна» називається «великою колісницею». (Ще одна назва — «бодгісаттваяна», «колісниця бодгісаттв».) Будь-який буддист, навіть мирянин, може породити в собі бодгічитту — спрямованість до Пробудження: «Нехай стану я Буддою на благо всіх істот!». Основа бодгічитти і взагалі махаяни — жаль до живих істот, що мучаться в колесі перероджень, прагнення всіх їх привести до нірвани. Ті, хто здатний не тільки породити й зберегти в собі цю спрямованість, але й розвивати її, дають обітницю бодгісаттви перед своїм гуру й приступають до практики шести параміт — якостей бодгісаттви:
1. дана-параміта — досконалість дару;
2. шіла-параміта — досконалість дотримання обітниць;
3. кшанті-параміта — досконалість терпіння;
4. вир'я-параміта — досконалість ретельності, мужності;
5. дг'яна-параміта — досконалість споглядання;
6. праджня-параміта — досконалість мудрості.

У цьому сенсі бодгісаттвою може бути названий кожний махаяніст, що практикує бодгічітту. Але у вужчому сенсі бодгісаттвами називають бодгісаттв-махасаттв (великих істот) — міфологізованих, а частіше чисто міфологічних персонажів махаянского пантеону. Такі Авалокітешвара — бодгісаттва жалю, Манджушрі — бодгісаттва мудрості, Тара — жінка-бодгісаттва, що перетворила свою жіночність у засіб порятунку живих істот, і багато інших. У народному буддизмі ці великі бодгісаттви-махасаттви сприймаються як подавці мирських благ, але для серйозно практикуючих людей зберігають своє значення керівників і помічників на шляху Пробудження.

### Список
1. Авалокітешвара (Каннон) — рятує від стихійних і природних лих, нещасть.
2. Акашаґарбга (Кокудзō)
3. Кшітігарбга (Джідзō) — рятує істоти у шести нижніх світах.
4. Мага-Стхампарапта (Сейсі)
5. Майтрея (Міроку)
6. Манджушрі (Мондзю)
7. Самантабгадра (Фуґен)